# Економија Боцване
Економија Боцване је тренутно једна од најбрже растућих економија на свету, са просечним растом од око 5% годишње током протекле деценије. Раст запослености у приватном сектору је у просеку износио око 10% годишње током првих 30 година независности земље. После периода стагнације на прелазу у 21. век, привреда Боцване је забележила снажан раст, са растом БДП-а који је премашио циљне вредности од 6-7%. Афричка развојна банка је похвалила Боцвану због одржавања једног од најдужих економских процвата на свету. Економски раст од касних 1960-их био је у рангу са неким у Азији највеће економије Русије. Влада је доследно одржавала буџетске суфиците и има велике девизне резерве .
Импресиван економски рекорд Боцване у поређењу са неким од њених суседа изграђен је на темељима ископавања дијаманата, опрезне фискалне политике и опрезне спољне политике. Привреда Боцване углавном зависи од ископавања дијаманата. Рударство дијаманата доприноси 50% државних прихода углавном кроз заједничко улагање 50:50 са Де Беерсом у компанији Дебсвана Диамонд Цомпани. Међународна организација за праћење корупције Транспаренси интернешенел је оценила као најмање корумпирана земља у Африци у Индексу перцепције корупције. Има четврти највећи бруто национални доходак по глави становника по куповној моћи у Африци и изнад светског просека.
Синдикати представљају мањину радника у привреди Боцване. Уопштено говорећи, они су лабаво организовани „унутрашњи“ синдикати, иако Боцванска федерација синдиката (БФТУ) консолидује своју улогу јединог националног синдикалног центра у земљи.
Иако се економија Боцване сматра моделом за земље у региону, њена тешка зависност од рударства и висока стопа ХИВ/АИДС инфекције (једна од сваке три одрасле особе је серопозитивна) и незапосленост могли би угрозити њен успех у будућности.

## Историја
Пољопривреда и даље обезбеђује егзистенцију за 70% руралног становништва, али снабдева само око 50% потреба за храном и чинила је само 1,8% БДП-а од 2016. Преовлађују самостална пољопривреда и сточарство . Сектор је оптерећен нередовним падавинама и лошим земљиштем. Рударство дијаманата и туризам су такође важни за привреду. Значајна налазишта минерала пронађена су 1970-их, а рударски сектор је порастао са 25% БДП-а 1980. на 38% у 1998. Незапосленост је званично износила 21% од 2000. године, али незваничне процене су је стављале ближе 40% .
Економски раст је успорен у периоду 2005-2008 и постао негативан у 2009. као резултат Велике рецесије, смањивши се за 5,2%. Ово је погоршано великим глобалним падом у индустријском сектору, који се смањио за 30%  Стрми економски пад Боцване био је у супротности са већином других афричких нација које су искусиле континуирани раст током овог периода.
Неки од буџетских дефицита Боцване могу се пратити до релативно високих војних расхода (око 4% БДП-а у 2004, према ЦИА Ворлд Фацтбоок ). Неки критичари су критиковали овај ниво војне потрошње, с обзиром на малу вероватноћу међународног сукоба, али ове трупе се такође користе за мултилатералне операције и напоре за помоћ.

## Трговина
Боцвана је део Јужноафричке царинске уније (САЦУ) са Јужном Африком, Лесотом, Есватинијем и Намибијом. Светска банка извештава да је 2001. године (последња година за коју су доступни подаци Светске банке) САЦУ имала просечну пондерисану заједничку спољну тарифну стопу од 3,6%. Према америчком Министарству трговине, „постоји врло мало царинских или нецаринских баријера за трговину са Боцваном, осим ограничења за лиценцирање за неке пословне операције, које су резервисане за боцванске компаније“. На основу ревидиране методологије трговинских фактора, оцена трговинске политике Боцване је непромењена.
Главни извоз Боцване су дијаманти. Од 2017. је други највећи светски произвођач дијаманата после Русије.  Због великог ослањања Боцване на дијаманте, снажна глобална потражња је од виталног значаја за здравље привреде. Извоз дијаманата обезбеђује привреди Боцване снажне залихе девиза и понудио је основу за индустријски развој и стимулисао побољшања у инфраструктури Боцване. Међутим, упркос њиховој превасходној улози у економији Боцване, постоји забринутост да рудници дијаманата нису довољно радно интензивни да обезбеде довољно запослења за радну снагу Боцване, а ова неусклађеност је наведена као фактор структурно високе стопе незапослености у земљи.

## Рударство
Две велике рударске компаније, Дебсвана (коју су формирала влада и јужноафрички Де Беерс у равноправном партнерству) и Бамангвато Цонцессионс, Лтд. (БЦЛ, такође са значајним учешћем владе) послују у земљи. БЦЛ је стављен у привремену ликвидацију крајем 2016, након година пословања са губитком, а Виши суд га је ставио у коначну ликвидацију у јуну 2017. 
Од раних 1980-их, земља је један од највећих светских произвођача драгих дијаманата. Четири велика рудника дијаманата отворена су од независности. Копачи Де Беерса открили су дијаманте у северној Боцвани почетком 1970-их. Први рудник је почео да се производи у Орапи 1972. године, а затим је уследио мањи рудник у Летлхаканеу . Оно што је постало најбогатији рудник дијаманата на свету отворен је у Јванегу 1982. Рудник је откривен када су термити који су тражили воду изнели зрна дијаманата на површину.Боцвана је 1999. произвела укупно 21,3 милиона карата дијаманата из три рудника Дебсвана  и највећи је произвођач дијаманата по вредности у свету. Проширење постојећег рудника Орапа 2000. отворено је 2000. Према Дебсвани, пројекат проширења Орапа 2000 повећао је годишњу производњу рудника Орапа са 6 милиона карата на 12 милиона карата и подигао укупну производњу на 26 милиона карата. Године 2003. Дебсвана је отворила рудник дијаманата Дамтсхаа око 220 km (140 mi) западно од града Франсистауна. Рудник је стављен на бригу и одржавање у децембру 2015. због слабе глобалне потражње, али је планирано да се поново отвори у јануару 2018.
2008. године, аустралијска компанија Кимберлеи Диамонд Компани отворила је рудник у Лерали, пети рудник у Боцвани и први рудник којим Дебсвана није управљала. Међутим, Кимберли је затворила рудник у мају 2017, наводећи као разлог слабе тржишне услове.
Већина (70%) електричне енергије у Боцвани увози се из јужноафричког Ескома . 80% домаће производње је концентрисано у једној фабрици, Морупуле Повер Статион у близини Палапие, којом управља Боцвана Повер Цорпоратион . Дебсвана управља оближњим рудником Морупуле за снабдевање угљем. Рудник Морупуле извози угаљ у Зимбабве, Замбију и Демократску Републику Конго. Почетком 2008. године, цео регион јужне Африке био је тешко погођен огромним недостатком електричне енергије, пошто регион ради на подели својих енергетских ресурса преко Јужноафричког енергетског фонда, при чему највећи део својих капацитета долази из Јужне Африке. Боцвана је заузврат поставила планове да постане нето извозник електричне енергије у регионални базен, кроз владино проширење електране Морупуле, као и подстицање приватних инвестиција у облику електране од 4 гигавата од стране канадске гринфилд компаније ЦИЦ Енергија. Године 2012. ЦИЦ Енерги је купила индијска компанија Јиндал Стеел анд Повер . Јиндал Африца тренутно има за циљ да управља са три површинска рудника у угљеним пољима Ммамабуле, као и са електраном. Према компанији, „развој рудника ће задовољити потребе електрана од 600 МВ и извозних тржишта угља у региону, са потенцијалом да запосли више од 2.000 људи“.
Боцвана такође производи соду пепео преко Боташа, заједничког предузећа између владе и јужноафричке групе Цхлор-Алкали Холдингс (ЦАХ). Ботасх послује у Суа Пан у североисточној Боцвани од априла 1991. Производња соде пепела се процењује на око 300.000 тона годишње и извози се у Јужну Африку, Замбију, Зимбабве, Малави и Демократску Републику Конго. 

## Туризам
Туризам је све важнија индустрија у Боцвани, која чини скоро 12% БДП-а. Један од јединствених светских екосистема, Делта Окаванга, налази се у Боцвани. Земља нуди одлично посматрање дивљачи и птица, како у Делти тако и у Националном парку Чобе — дому једног од највећих крда слонова на свету који слободно бораве. Централни резерват за дивљач Калахари у Боцвани такође нуди добро посматрање дивљачи и неке од најудаљенијих и најнеискваренијих дивљина у јужној Африци.
Бројни национални паркови и резервати дивљачи, са својим обиљем дивљих животиња и мочвара, главне су туристичке атракције.
Главне сафари дестинације за туризам су резерват игре Мореми у делти Окаванго и Национални парк Чобе . Боцвана такође учествује у пројектима управљања природним ресурсима у заједници покушавајући да укључи сељане у туризам. Један пример је село Кхваи и његов Кхваи Девелопмент Труст.
Боцвана је била место за филм из 1980. Богови морају бити луди, иако је филм углавном сниман у Јужној Африци. Седма сезона Невероватне трке посетила је Боцвану. Туризам је подстакнут серијом детективских романа Александра Мекол Смита и америчком драматизацијом која је уследила.

## Пољопривреда
Више од половине становништва Боцване живи у руралним подручјима и зависи од усјева за самосталан живот и узгоја стоке. Пољопривреда задовољава само мали део потреба за храном и доприноси само 2,6% БДП-у од 2002. године — првенствено кроз извоз говеђег меса — али она остаје друштвени и културни камен темељац. Сточарство је доминирало друштвеним и економским животом Боцване пре независности. Комисија за месо Боцване (БМЦ) има монопол на производњу говедине. Национално стадо је средином 1990-их било око 2,5 милиона, иако је влада наредила клање читавог стада у северозападном Нгамиленду Боцване. Дистрикт је 1995. године смањио број за најмање 200.000. Клање је наређено да би се спречило ширење "болести плућа стоке" на друге делове земље. Нажалост, њихова валута је Пула па је новац тешко доћи.
Пољопривредна производња Боцване у  2018. години:
102 хиљаде тона корена и кртола ;
46 хиљада тона поврћа ;
17 хиљада тона сирка ;
13 хиљада тона кукуруза ;
8 хиљада тона купуса ;
6 хиљада тона црног лука ;
5 хиљада тона парадајза ;
Поред мањих производња других пољопривредних производа.

## Производња
Производне индустрије у Боцвани укључују прераду хране, претежно прераду говедине, прераду дијаманата, производњу текстила и одевних предмета, производњу пића, израду накита, метала и металних производа, производњу сапуна, производњу грађевинског материјала и производњу стакла .

## Наука и технологија
У Боцвани постоји растући сектор науке. Број публикација боцванских научника каталогизованих у међународним базама података порастао је са 133 у 2009. на 210 у 2014. Боцвана је 2018. произвела 281 научни и технички чланак у часописима. Земља има један од највиших нивоа научне продуктивности у подсахарској Африци. Земља такође има индустрију високе технологије, у којој се налазе бројне компаније за информационе технологије. Године 2020. високотехнолошки извоз Боцване вредео је око 16,2 милиона долара.

## Развој приватног сектора и стране инвестиције
Боцвана настоји да диверзификује своју економију даље од минерала , чија се зарада смањила. У периоду 1998–1999. године, неминерални сектори привреде су порасли за 8,9%, што је делимично надокнадило благи пад од 4,4% у сектору минерала. Стране инвестиције и менаџмент су добродошли у Боцвани.
Спољне инвестиције у Боцвани су нагло порасле. Почетком 1990-их, две америчке компаније, Овенс Цорнинг и ХЈ Хеинз, извршиле су велике инвестиције у производне погоне у Боцвани. Године 1997. Ст. Паул Гроуп је купила Боцвана Инсуранце, једног од водећих пружалаца краткорочних осигурања у земљи. Амерички пословни савет (АБЦ), са преко 30 компанија чланица, инаугурисан је 1995.
Хјундаи је управљао фабриком за склапање аутомобила у Боцвани од 1994. до 2000.
Боцвана настоји да даље диверзификује своју економију даље од минерала, који чине четвртину БДП-а  што је мање од скоро половине БДП-а почетком 1990-их. Стране инвестиције и менаџмент су добродошли у Боцвани  и, као резултат, финансијски и услужни сектори су порасли експоненцијалном стопом током 2000-их да би заменили рударство као водећу индустрију. Боцвана је укинула девизну контролу 1999. године, има ниску стопу пореза на добит предузећа (15%), нема забрана страног власништва над компанијама, а од 2001. године имала је умерену стопу инфлације (6,6%).
Влада сматра да је учешће приватног сектора кључно за успех Десетог националног плана за развој земље (2009–2016) и јачање улоге истраживања и развоја као најефикаснијег начина за неговање предузетништва и раста приватног сектора. Влада разматра додатне политике за повећање конкурентности, укључујући нову стратегију директних страних улагања, политику конкуренције, мастер план приватизације и националну стратегију развоја извоза.
Познато је да Боцвана има огромна лежишта угља што је чини једном од најбогатијих земаља на свету. Планирани су велики рудници угља, масивне електране на угаљ, као и постројење од угља до течности (путем Фишер -Тропш процеса ) за производњу синтетичког горива за аутомобиле.
Са доказаним искуством доброг економског управљања, Боцвана је рангирана као најмање корумпирана земља Африке у Индексу перцепције корупције у 2020. години, испред многих европских и азијских земаља. Светски економски форум оценио је Боцвану као трећу економски најконкурентнију нацију у Африци од 2002.  Године 2001. Боцвани су поново доделили кредитни рејтинг "А" од стране Мооди'с и Стандард & Поор'с . Ово сврстава Боцвану као далеко најбољи кредитни ризик у Африци и ставља је у ранг или изнад многих земаља у централној Европи, источној Азији и Латинској Америци.
Америчке инвестиције у Боцвани остају на релативно ниском нивоу, али настављају да расту. Велике америчке корпорације, као што су Кока-Кола и ХЈ Хеинз, присутне су путем директних инвестиција, док су друге, као што је Кентуцки Фриед Цхицкен, присутне путем франшиза. Суверени кредитни рејтинг агенција Мооди'с и Стандард & Поор'с јасно указује на то да, упркос сталним изазовима као што су мала величина тржишта, локација без излаза на море и гломазни бирократски процеси, Боцвана остаје једна од најбољих прилика за инвестирање у свету у развоју.
Због своје историје и географије, Боцвана има дуге и дубоке везе са економијом Јужне Африке. Јужноафричка царинска унија (САЦУ), која тренутно обухвата Намибију, Боцвану, Лесото, Есватини и Јужну Африку, датира из 1910. Према овом аранжману, Јужна Африка (регион) је прикупљала намете од царина, продаје и акциза за свих пет чланица, деле приходе на основу удела у увозу сваке земље. Тачна формула за поделу прихода и овлашћења за доношење одлука о дужностима — које има искључиво влада Јужне Африке — постајала је све контроверзнија, а чланови су поново преговарали о аранжману 2001. Нова структура је сада званично ратификована и Секретаријат САЦУ је основан у Виндхуку, Намибија. Након приступања Јужне Африке Светској трговинској организацији (СТО), придружила се и Боцвана; многе дужности САЦУ-а се стога смањују, чинећи производе изван тог подручја конкурентнијим у Боцвани. Тренутно, земље САЦУ и САД преговарају о споразуму о слободној трговини. Боцвана тренутно такође преговара о споразуму о слободној трговини са Меркосуром и Споразуму о економском партнерству са Европском унијом као део САДЦ-а.
Габороне је домаћин седишта Јужноафричке развојне заједнице (САДЦ) са четрнаест земаља, наследнице Конференције за координацију развоја јужне Африке (САДЦЦ, основане 1980.), која је своје напоре усредсредила на ослобађање регионалног економског развоја од зависности од апартхејда југа. Африка. САДЦ је прихватио нову демократску Јужну Африку као чланицу 1994. године и има широк мандат да подстакне раст, развој и економску интеграцију у Јужној Африци. Трговински протокол САДЦ-а, који је покренут 1. септембра 2000., позива на елиминацију свих царинских и нецаринских баријера у трговини до 2012. међу 11 земаља потписница. Ако успе, то ће компанијама из Боцване дати слободан приступ далеко већем регионалном тржишту. Неуспех САДЦ-а да се дистанцира од Мугабеове владе у Зимбабвеу умањио је број могућности за сарадњу између САД и САДЦ-а.
Боцвана је успешно спровела Акциони програм о елиминацији дечијег рада, који је усвојен у периоду 2006–2007. Фрее тхе Цхилдрен уклонила је Боцвану као нацију која има установе за рад деце 2008.

## Финансијски сектор
Боцвана има растући финансијски сектор, а национално тржиште акција у земљи, Боцванска берза (БСЕ), са седиштем у Габороне, има одговорност да управља и регулише тржиште акција и хартија од вредности са фиксном каматом. Званично основана 1989. године, БСЕ наставља да буде кључна за финансијски систем Боцване, а посебно за тржиште капитала, као пут на којем влада, квази-влада и приватни сектор могу да прикупе дужнички и власнички капитал. Иако БСЕ има на листи нешто мање од 40 компанија, она је домаћин најеминентнијим компанијама које послују у Боцвани. Ове компаније представљају спектар индустрија и трговине, од банкарских и финансијских услуга до велепродаје и малопродаје, туризма и информационих технологија.
До данас, БСЕ је једна од афричких берзи са најбољим учинком, са просечним укупним приносом од 24% у последњој деценији. Ово је омогућило БСЕ да буде трећа највећа берза, у смислу тржишне капитализације, у јужној Африци.
С обзиром на недостатак контроле курса у Боцвани, стабилну валуту и изузетно успешно тржиште акција, финансијски сектор је привукао мноштво глобалних инвеститора који траже боље приносе.
Валута Боцване, пула, је потпуно конвертибилна и вреднује се у односу на корпу валута у великој мери у односу на јужноафрички ранд . Профит и директне инвестиције могу се репатрирати без ограничења из Боцване. Влада Боцване је 1999. елиминисала све девизне контроле. Централна банка је девалвирала Пулу за 7,5% у фебруару 2004. у покушају да одржи извозну конкурентност у односу на реалну апресијацију Пуле. Дошло је до даље девалвације од 12% у мају 2005. године и усвојена је политика „ пузајућег клина “.
Недавно успостављена Регулаторна управа за небанкарске финансијске институције (НБФИРА) је одговорна за надзор над свим субјектима небанкарских финансијских услуга у земљи. Од 2005. године, око 54% становништва Боцване имало је приступ формалним или неформалним финансијским услугама, а 43% има банке (са приступом најмање једном формалном банкарском производу). Укупан однос приступа је и даље низак, посебно у руралним срединама, где има 3,8 филијала и 73 банкомата на 100.000 становника. Услуге мобилног банкарства су тек почеле да се нуде. Последњих година влада и Централна банка предузеле су озбиљне кораке на модернизацији инфраструктуре платног система у земљи. Ови напори су укључивали успостављање система клиринга кодова за размену чекова и електронских средстава, као и система бруто поравнања у реалном времену (РТГС), укључујући СВИФТ везу. Берза је увела Централни депозитар хартија од вредности 2007. Токови дознака за Боцвану износили су 117 милиона УС$ у 2007. години, цифра која је већа од укупне нето вредности званичне развојне помоћи.
Габороне је домаћин седишта Јужноафричке развојне заједнице (САДЦ) од 14 земаља. Наследник Конференције за координацију развоја јужне Африке (САДЦЦ), која је усредсредила своје напоре на ослобађање регионалног економског развоја од зависности од апартхејда у Јужној Африци, САДЦ је прихватио нову демократску Јужну Африку као чланицу 1994. године и има широк мандат да подстакне раст, развој и економску интеграцију у јужној Африци. Трговински протокол САДЦ-а, који је покренут 1. септембра 2000., позива на елиминацију свих царинских и нецаринских баријера у трговини до 2012. међу 11 земаља потписница. Ако успе, то ће компанијама из Боцване дати слободан приступ далеко већем регионалном тржишту. Регионални центар за јужну Африку (РЦСА), који спроводи Иницијативу Америчке агенције за међународни развој (УСАИД) за јужну Африку (ИСА), такође има седиште у Габорону .